# Apocopis cochinchinensis
Apocopis cochinchinensis är en gräsart som beskrevs av Aimée Antoinette Camus. Apocopis cochinchinensis ingår i släktet Apocopis och familjen gräs.
Artens utbredningsområde är Vietnam. Inga underarter finns listade i Catalogue of Life.